# Samuel Kanyon Doe
Samuel Kanyon Doe, liberijski diktatorski predsednik, * 6. maj 1950, Tuzon, † 9. september 1990, Monrovia.

## Življenjepis
Samuel Doe je bil potomec staroselcev iz plemena Kran iz poljedelske notranjosti Liberije, ki je svojo vojaško kariero začel v Specialnih silah Kopenske vojske ZDA, od koder se je s činom Master Sargeanta leta 1980 vrnil v Liberijo in tam izvedel vojaški udar.
Z umorom predsednika Williama R. Tolberta ml. je Liberiji zavladal s trdo roko. Za njegov režim je bilo značilno brutalno zatiranje politične opozicije, obenem pa privilegiranje plemena iz katerega je izhajal, kar je vodilo do ponavljajočih se nasilnih uporov drugih plemen v tej afriški državi. Kljub temu, da ni pripadal eliti, ki je ves čas vzdrževala tesne stike z ZDA, je z Washingtonom kmalu našel skupen jezik. Postal je velik podpornik politike Ronalda Reagana v Afriki, zaradi česar je ohladil odnose s Sovjetsko zvezo.
Leta 1984 je Doe prepovedal delovanje političnih strank, leto kasneje pa si je s prikrojevanjem izidov zagotovil zmago na predsedniških volitvah. Poskrbel je, da je na volitvah zmagal z 51 % glasov. Za zmago naj bi si (čeprav o tem ni uradnih zapisov) dal tudi spremeniti rojstni datum iz leta 1951 na 1950, da bi tako zadostil kriteriju iz ustave, po kateri mora biti predsedniški kandidat star najmanj 35 let. Doe naj bi dal pred volitvami ubiti tudi vsaj 50 političnih nasprotnikov, glasove pa naj bi štela posebej za to izbrana komisija, ki jo je določil sam.

### Državljanska vojna in padec režima ter smrt Samuela Doeja
Konec leta 1989 je izbruhnila krvava državljanska vojna v kateri je Doejev bivši politični zaveznik, Charles Taylor poskušal strmoglaviti predsednika. Ob pomoči vodje uporniških skupin Yormieja Johnsona mu je prevrat uspel že leta 1990. Predsednika Samuela Doe-a pa so takrat tudi ujeli v glavnem mestu in ga po dolgotrajnem in grozovitem mučenju ubili pred televizijskimi kamerami. Njegova grozovita smrt, ko so ga počasi razrezali na koščke in je bil celo prisiljen pojesti lastno uho, preden je izkrvavel, se je ohranila na video posnetku do danes, leta 1990 pa je zelo odmevala po svetu. Na posnetku naj bi bil prisoten tudi Johnson, ki naj bi mučenje vodil in ob grozljivih prizorih pil pivo.